# 暴力刑警
《暴力刑警》為Irem公司1992年推出的街機遊戲，類型為清版动作。
此遊戲與同公司的遊戲《GUN FORCE 2 geo storm》、《air duel》、《海底大戰爭》世界觀共有，敵人一樣是D.A.S（Dark Anarchy Society）。劇情設定為未來2040年，世界治安崩潰下，软弱的政府无法解决各地犯罪，恶势力集团接管城市。不得已，政府秘密派遣三位暴力前科的警察出动，捣毁罪犯集团基地以暴制暴。
其與當代眾多橫向遊戲差異不大，但其高擬真的畫風達到一種精緻新高度，引起遊戲界注目，3年後移植到性能更強的超級任天堂家用主機上，成為暢銷作品。日本版遊戲招式與外銷版不同，多了跳躍攻擊和摔技，第三關背景畫風和音樂也更高級。
1993年於Game Boy掌上遊戲機推出關聯作品《暴力刑警：破壞神加魯瑪》，但是受限於當時掌機性能以角色扮演遊戲方式推出。

## 註腳
1. .   [2020-07-24]. （原始内容存档于2020-07-25）.
2. .   [2020-07-24]. （原始内容存档于2020-07-25）.
3. .   [2020-07-24]. （原始内容存档于2020-07-25）.
4. .   [2020-07-24]. （原始内容存档于2020-07-25）.
5. .   [2020-07-24]. （原始内容存档于2020-07-25）.
6. .   [2020-07-24]. （原始内容存档于2020-07-25）.
7. .   [2020-07-24]. （原始内容存档于2020-07-25）.
8. ↑   "Now Playing - March 1994". Nintendo Power. Vol. 58. March 1994. p. 102.
9. ↑  .   [2020-02-08]. （原始内容存档于2020-06-26）.